# Jean Rossel
Jean Rossel (* 19. September 1884 in Bern; † 6. April 1944 in Lausanne; heimatberechtigt in Tramelan) war ein Schweizer Jurist und Mitglied des Eidgenössischen Bundesgerichts. Er gehörte der FDP an.

## Leben
Der Sohn des Bundesrichters Virgile Rossel studierte Rechtswissenschaften an den Universitäten Bern und Lausanne. 1908 erlangte er das Anwaltspatent des Kantons Bern. 1912 promovierte er an der Universität Bern.
Von 1910 bis 1919 war Rossel Präsident des Bezirksgerichts Courtelary, bis 1932 Richter am Obergericht des Kantons Bern. Am 15. Dezember 1932 wurde Rossel als Nachfolger seines Vaters zum Bundesrichter gewählt; in diesem Amt blieb er bis 1942.